# Rio Crişul Băiţei
O Rio Crişul Băiţei é um rio da Romênia, afluente do Crişul Negru, localizado no distrito de Bihor.